# Mamurras
Mamurras (ritkán Mamuras) város Albánia északnyugati részén, Lezha városától légvonalban 23, közúton 26 kilométerre dél–délkeletre, a Szkander bég hegyláncot határoló Lezha–Tiranai-síkság keleti peremén. Lezha megyén belül Kurbin község része, Mamurras alközség központja. A 2011-es népszámlálás alapján az alközség népessége 15 284 fő, Mamurras város becsült lakossága 2006-ban 8282 fő volt. Látnivalókban szűkölködő agrártelepülés.

## Fekvése
Mamurras a partvidéki Alacsony-Albánia északi részén található, a Lezha–Tiranai-síkság résztájegysége, a Mat–Ishëm köze keleti peremterületén fekszik. Határában folyik a Droja folyócska (Lumi i Drojës). A települést nyugatról kerüli el a Tiranát Shkodrán keresztül Han i Hotittal összekötő SH1-es jelű főút. Közvetlen közúti összeköttetése biztosított Laçcsal és Fushë-Krujával, emellett a durrës–shkodrai vasútvonal egyik megállója.

## Története

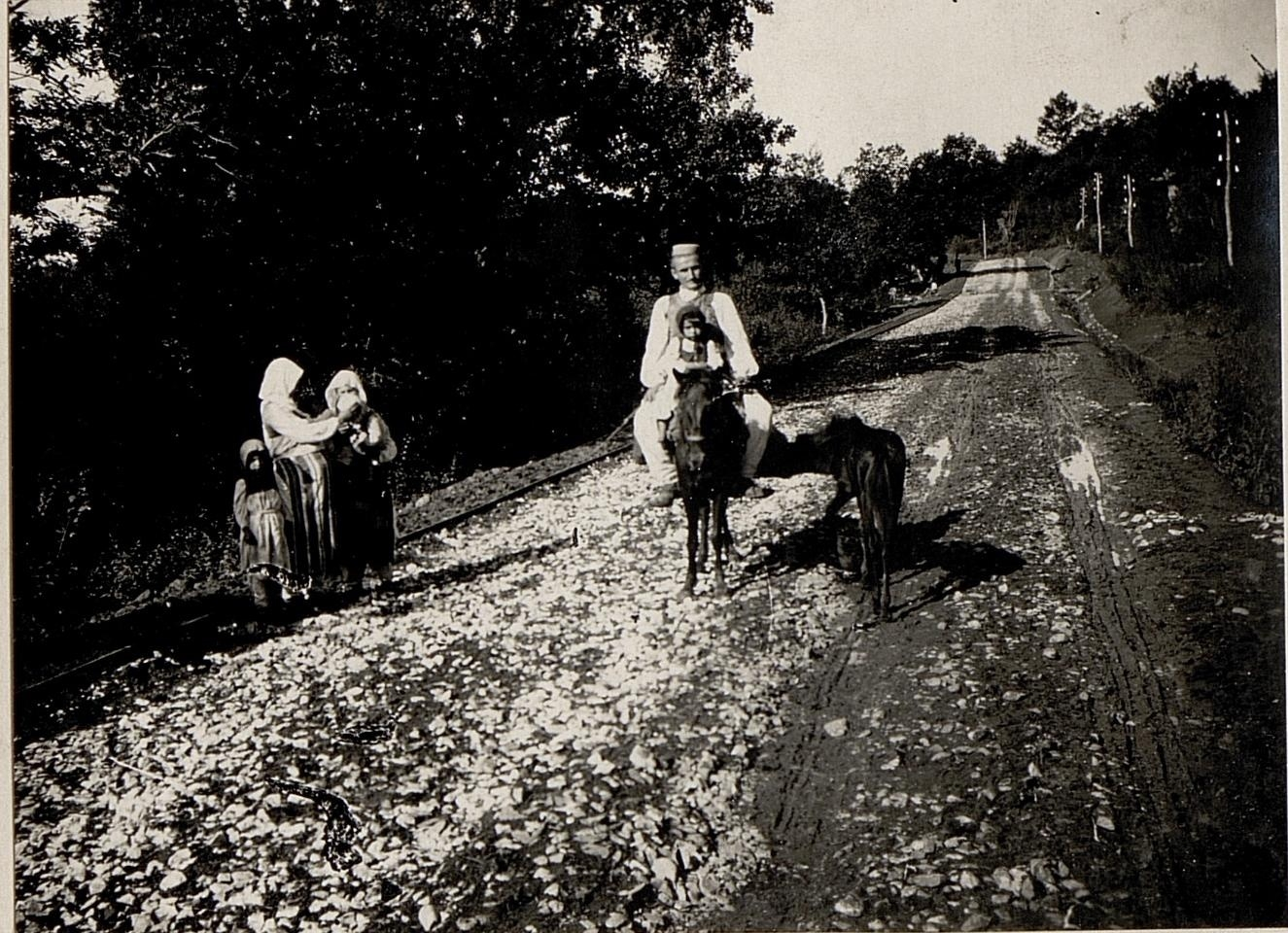
A Shkodra és Tirana közötti országút Mamurrasnál az első világháború éveiben

A 15. században Vrana grófjának birtokai közé tartozott a 20. századig kiterjedt mocsárvidékkel és erdőséggel övezett falu. A 20. század elején a Shkodra–Tirana-országút haladt át a településen, az első világháborúban, 1917-ben pedig az ország északi részét megszálló Osztrák–Magyar Monarchia hadserege drótkötél-vontatású vasutat épített ki Lezha és Vora között, amelynek egyik állomása Mamurras volt. 1924. április 6-án Mamurras közelében máig vitatott indítékból meggyilkoltak két amerikai turistát, ami a nemzetközi híradásokba is bekerülve sokat ártott Albánia megítélésének és belpolitikai válságot is okozott (lásd mamurrasi incidens). 1926-ban nyugati segítséggel a mamurrasi erdőben épült fel az egyik első, a határon túli üldöztetésből Albániába menekült albánoknak lakhatást nyújtó falu. A második világháborúban stratégiailag jelentős elhelyezkedése miatt – nem csak a shkodra–tiranai út haladt át a településen, de a közelben volt a patoki hadi kikötő is – az országot megszálló olasz hadsereg egyik legfontosabb fegyver- és hadianyagraktára volt Mamurrasban, valamint itt volt a rendfenntartó carabinierik székhelye is. 1942. április 5-én a település mellett került sor az olasz milícia és az Abaz Kupi vezette fegyveres ellenállók közötti egyik fontos összecsapásra, 1944. szeptember 12–13-án pedig szintén Kupi és Abas Ermenji vezetésével a gerillák itt ütöttek rajta és semmisítettek meg egy kilenc teherautóból álló német katonai konvojt.
A környék erdeit már az 1920-as–1930-as évek intenzív fakitermelése során felszámolták. A 20. század második felében, a lápvidék lecsapolását követően megjelenő szántóföldek, gyümölcsösök, dohány- és szőlőültetvények rajzolták át a táj képét, Mamurras jelentős agrártelepülés, állami gazdasági központ lett.

## Nevezetességei
Labdarúgócsapata a KF Adriatiku Mamurrasi.